# Zethus obscurus
Zethus obscurus är en stekelart som beskrevs av Edoardo Zavattari 1911.
Zethus obscurus ingår i släktet Zethus och familjen Eumenidae.